# Szahba
Szahba (arab. شهبا) – miasto w Syrii, w muhafazie As-Suwajda. W 2004 roku liczyło 13 660 mieszkańców.